# Carceliodoria palpalis
Carceliodoria palpalis är en tvåvingeart som beskrevs av Townsend 1928. Carceliodoria palpalis ingår i släktet Carceliodoria och familjen parasitflugor.
Artens utbredningsområde är Peru. Inga underarter finns listade.